# Cmentarz wojenny nr 314 – Bochnia
Cmentarz wojenny nr 314 – Bochnia – austriacki cmentarz wojenny z okresu I wojny światowej wybudowany przez Oddział Grobów Wojennych C. i K. Komendantury Wojskowej w Krakowie i znajdujący się na terenie jego okręgu IX Bochnia. Zajmuje osobną, dużą kwaterę Cmentarza Komunalnego w Bochni. Jego projektantem był Karl Schölich.
Na cmentarzu pochowano 399 żołnierzy austriackich, 6 żołnierzy niemieckich oraz 12 żołnierzy rosyjskich. Polegli oni lub zmarli w okolicznych szpitalach polowych w okresie od października 1914 do maja 1918.
Cmentarz ma kształt prostokąta i położony jest na północnym stoku wzgórza, na którym znajduje się zabytkowa bocheńska nekropolia.

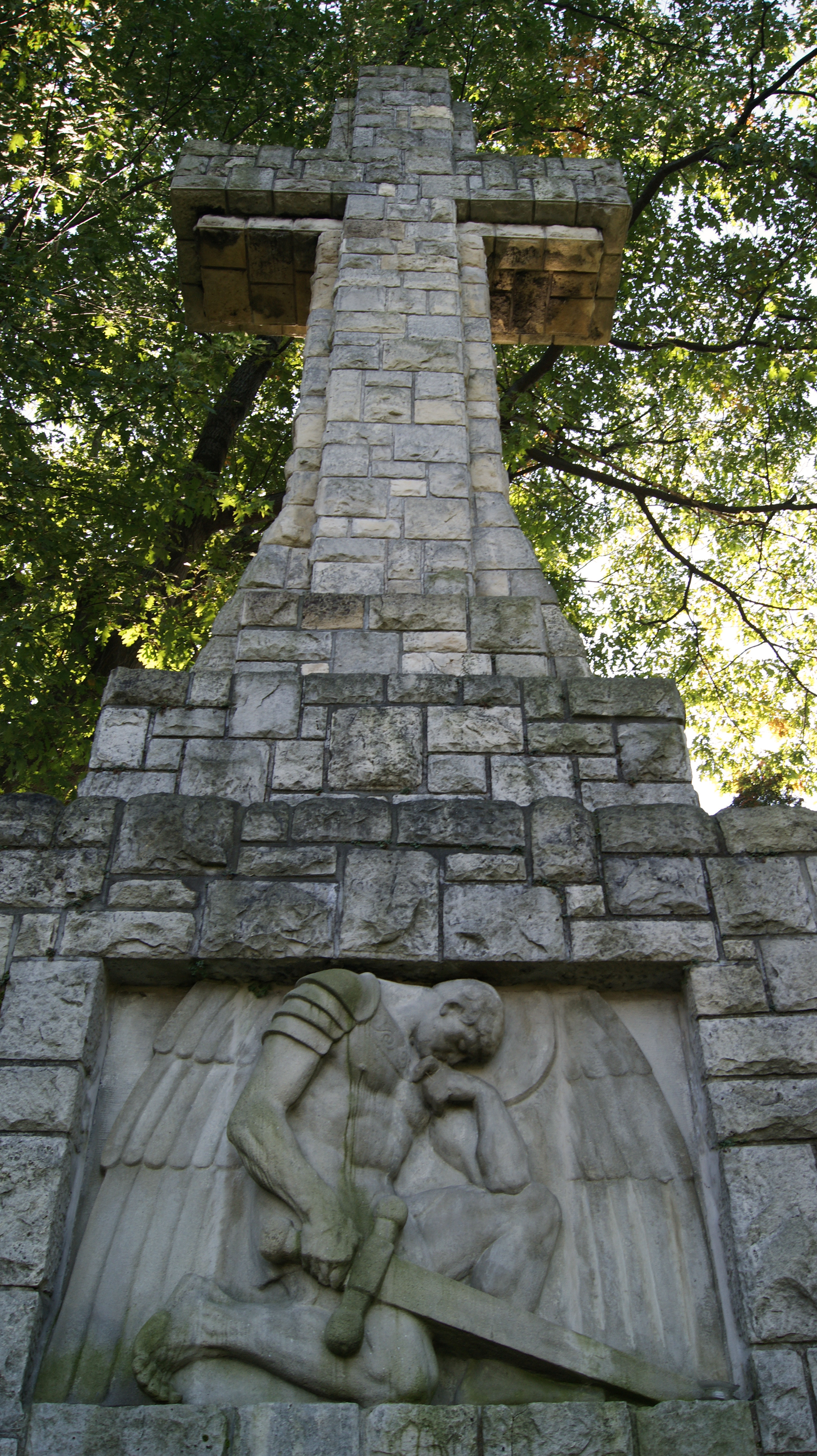
Pomnik

Centralnym elementem, zbudowanym na szczycie wzniesienia, jest ściana pomnikowa z 14-metrowym krzyżem wykonanym z kamiennych ciosów. Pod krzyżem, we wnęce, umieszczono płaskorzeźbę przedstawiającą anioła z mieczem w ręku, pilnującego spokoju zmarłych. U podnóża pomnika, po obu jego stronach, znajdują się cztery groby oficerów z betonowymi nagrobkami zwieńczonymi krzyżami maltańskimi. Poniżej na opadającym stoku znajdują się mogiły żołnierskie, rozplanowane w kilku rzędach.